# Edmund Purdom
Edmund Cutlar Purdom (Welwyn Garden City, Hertfordshire, 19 de diciembre de 1926-Roma, 1 de enero de 2009) fue un actor, locutor y director inglés. Trabajó primero en el teatro en Gran Bretaña, interpretando varias obras de Shakespeare, luego en los Estados Unidos en Broadway y en Hollywood, y finalmente en Italia. Es quizás más conocido por su papel protagónico en la epopeya histórica de 1954 El egipcio.
Al asumir papeles importantes que habían dejado Mario Lanza y Marlon Brando, Purdom fue conocido a mediados de la década de 1950 como "La estrella de reemplazo". Después del fracaso de su carrera en Hollywood, Purdom regresó brevemente al Reino Unido y luego se estableció en Italia, donde pasó el resto de su vida apareciendo en películas locales. Entre los años 1970 y 1990, fue un habitual del cine de género europeo, trabajando con directores como Juan Piquer Simón, Joe D'Amato, Sergio Martino y Ruggero Deodato.

## Primeros años de vida
Edmund Cutlar Purdom nació en Welwyn Garden City, Hertfordshire, el 19 de diciembre de 1926, el menor de los cuatro hijos de Charles Purdom, un crítico de teatro londinense, y su esposa, Lillian Antonia ( de soltera Cutlar). Criado como católico, Purdom fue educado por jesuitas en el St Ignatius College, Stamford Hill, y, más tarde, por benedictinos en la Downside School.

## Carrera
Comenzó su carrera como actor en 1946, a los 19 años, uniéndose a la Northampton Repertory Company, apareciendo en producciones que incluían Romeo y Julieta y El enfermo imaginario de Molière. Después de dos años de servicio militar donde se unió al Grupo Central de Artistas del Ejército, se unió al Royal Shakespeare Theatre en Stratford-upon-Avon durante dos temporadas. Laurence Olivier vio a Purdom y le ofreció la oportunidad de hacer una gira por los Estados Unidos.

### Estados Unidos
En 1951-1952, Purdom apareció en pequeños papeles con la compañía Laurence Olivier / Vivien Leigh en Broadway en Antonio y Cleopatra de Shakespeare y César y Cleopatra de Shaw. Su buena apariencia le hizo llamar la atención de Hollywood. Universal lo probó para el papel del hermano de la protagonista en El jugador de Mississippi, pero decidió que era demasiado británico. 20th Century Fox lo probó para un papel en Mi prima Raquel. MGM le ofreció un pequeño papel en Rhapsody, que rechazó.
Realizó una prueba de pantalla en Warner Brothers, dirigida por Michael Curtiz, a partir de una escena de La fuerza de las armas, pero Warner no se interesó. Como Purdom había dejado su obra, no tenía dinero para regresar a Gran Bretaña, por lo que decidió quedarse en Hollywood.
"Estaba tan arruinado", recuerda Purdom, "que no podía pagar la factura del médico cuando nació mi hija. No tenía dinero para el autobús. Tenía que ir andando de un estudio a otro buscando trabajo. Una vez nos desalojaron por no pagar el alquiler".

### MGM
Consiguió un pequeño papel en Julio César en la MGM. George Cukor lo recomendó a Charles Brackett para el pequeño papel de Charles Lightoller en Titanic (1953). Esto atrajo la atención de los ejecutivos de la MGM, que le firmaron un contrato a largo plazo.

### El príncipe estudiante
Mario Lanza fue despedido del papel principal en una nueva versión de El príncipe estudiante (1954). Purdom fue sugerido para el papel y pasó una prueba exitosa, dirigida por George Sidney. Fue elegido para actuar junto a Ann Blyth. La película fue dirigida por Richard Thorpe. Purdom hizo playback de la voz de Lanza.

### Sinuhé, el egipcio
Las noticias anticipadas sobre El príncipe estudiante eran prometedoras, y cuando 20th Century Fox necesitó un actor en el último minuto para reemplazar a Marlon Brando como el personaje principal en Sinuhé, el egipcio, su producción más lujosa de 1954, Purdom fue elegido en lugar de John Derek, John Cassavetes y Cameron Mitchell.
El director de producción de MGM, Dore Schary, anunció que el estudio convertiría a Purdom en una estrella. Fue elegido para tres películas: otro musical de MGM, Athena; el papel principal en la epopeya bíblica El Hijo Pródigo, la producción más suntuosa de MGM de 1955, junto a Lana Turner; y la película de espadachines The King's Thief (1955), en un papel originalmente pensado para Stewart Granger. Se habló de que aparecería en la nueva versión de Ben Hur.
Se estrenó El príncipe estudiante y se convirtió en un éxito. Purdom fue calificado como "la nueva estrella más prometedora de Hollywood". Hedda Hopper calificó a Purdom como "la figura más sorprendente y notable de este año en Hollywood... un excelente actor en la gran tradición romántica".

### Abandono de MGM
Schary escribió más tarde en sus memorias que "las grabaciones de Lanza fueron el ingrediente principal para el éxito de la película, y ese éxito se le subió a la cabeza a Purdom. Él creía que era responsable del feliz resultado. Pidió un nuevo contrato. Se lo negamos. Él pidió una liberación. Se la concedimos". Otro factor que contribuyó puede haber sido que mientras que El príncipe estudiante había sido un éxito, Sinuhé, el egipcio fue una decepción de taquilla. Atenea, El pródigo y El ladrón del rey fueron todos fracasos.[cita requerida]
Hubo más publicidad negativa cuando tuvo una aventura con Linda Christian (cuando ella estaba casada con Tyrone Power) que lo llevó a divorciarse de su primera esposa. La separación fue amarga y pública, y su esposa más tarde lo demandó por manutención infantil. Purdom abogó por una reducción en la manutención infantil porque ya no tenía su contrato con MGM por un valor de $40 000 por año. Le dijo al tribunal que lo había renegociado para buscar más dinero trabajando como freelance y que tenía una deuda de $11 500. Dijo que MGM tenía una opción sobre sus servicios para tres películas en tres años. "Es mi mayor deseo volver frente a la cámara en este momento", dijo.
Fue anunciado para Loser Takes All (1956) pero no apareció en la película final.
Para Allied Artists, Purdom hizo Strange Intruder (1956) con Ida Lupino. En 1957, se casó con Alicia Darr, quien más tarde se peleó con Christian. Su exesposa y sus abogados continuaron demandándolo por deudas.
Purdom regresó a Broadway y apareció en Child of Fortune, una adaptación de The Wings of the Dove de Henry James, para Jed Harris. Brooks Atkinson, del New York Times, afirmó que Purdom "interpreta el papel del pretendiente infiel como un caballero culto, pero su estilo es pesado". La obra cerró después de 23 funciones.

### Europa
En 1958, Purdom regresó al Reino Unido, donde interpretó el papel principal en Sword of Freedom (también conocida como Marco the Magnificent ), una serie de televisión de capa y espada hecha para ITC Entertainment. Luego fue a Italia, donde la industria cinematográfica estaba en auge y había una demanda de actores de habla inglesa para asegurar la distribución internacional de las películas. Purdom finalmente se estableció de forma permanente en Italia. Sus películas incluyen Herodes el Grande (1959), Los cosacos (1960), Salambó (1960), Solimán el conquistador (1961) y Nefertiti, reina del Nilo (1961). También trabajó ocasionalmente en Inglaterra en películas como Moment of danger (1960) y The Comedy Man (1964).
En 1962, dijo: "No soportaba Hollywood. La gente, su estatus, sus símbolos y su imagen pública eran demasiado. Me fui. Tal vez debería haber sido más paciente". Hedda Hopper escribió en respuesta a esto: "la verdad es que hizo lo mejor que pudo para convertirse en una estrella aquí, pero no lo logró, ni siquiera con la voz de Mario Lanza; pero abandonó a su esposa y su familia y comenzó a salir con Linda Christian. Apuesto a que volverá saltando si alguien le hace una mueca". Se casó con Christian en 1962, pero se divorciaron al año siguiente.
Continuó trabajando extensamente en películas B italianas, en televisión y como actor de doblaje de voces durante muchos años (grabando diálogos traducidos del italiano al inglés para las ventas de películas italianas en países de habla inglesa).
Tuvo papeles en películas para televisión y miniseries, como Sophia Loren: Her Own Story (como Vittorio De Sica ) y The Winds of War. En 1984, regresó a su país natal para dirigir la película de terror Don't Open till Christmas. Narró un popular documental corto sobre la vida del Padre Pío. También narró el documental de 1997, 7 Signs of Christ's Return. Su último papel fue en The Knights of the Quest (2001).

## Fallecimiento
Purdom murió de insuficiencia cardíaca el 1 de enero de 2009 en Roma a los 82 años. Le sobrevivieron su cuarta esposa, Vivienne, una fotógrafa, y sus dos hijas con su primera esposa.

## Vida personal

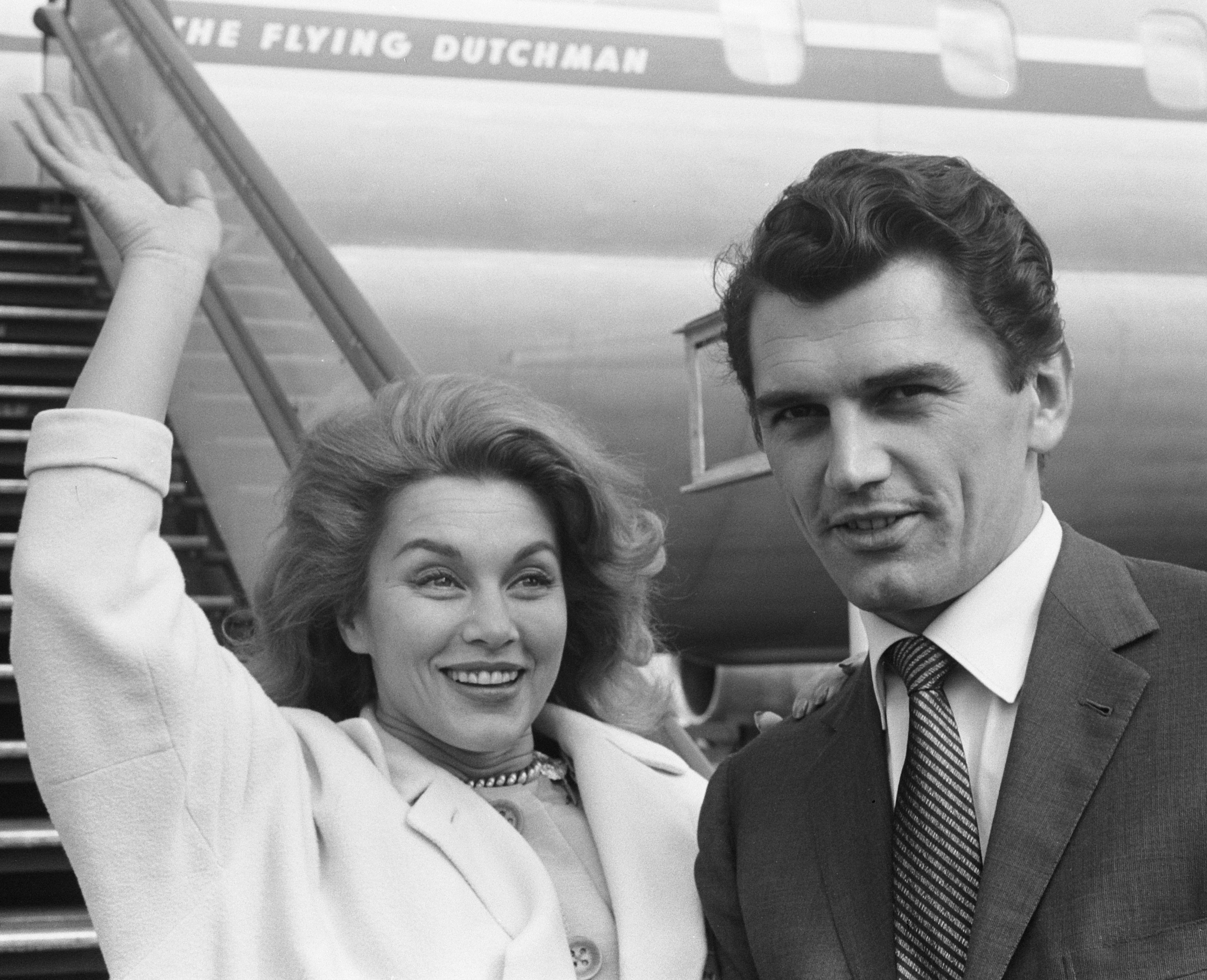
Purdom con Linda Christian en 1962

Purdom se casó cuatro veces y se divorció tres veces.
- Anita "Tita" Phillips, madre de sus hijas, Lilan (nacida el 11 de octubre de 1952) y Marina Ann (nacida el 8 de julio de 1954); se casaron en una boda católica en el Oratorio de Brompton en Londres el 5 de enero de 1951, y se divorciaron el 5 de marzo de 1956.[27]
- Alicia Darr (de soltera Barbara Kopczyńska); se casaron y se divorciaron en 1957.[28]
- Linda Christian; se casaron en 1962, y se divorciaron en 1963.
- Vivienne Purdom (fotógrafa); estuvieron casados desde 2000 hasta la muerte de él en 2009.

## Hijos
Su hija mayor, Lilan Purdom, se convirtió en periodista en el canal de televisión francés TF1.

## Filmografía seleccionada
- Goodyear Playhouse (1952, serie de televisión): episodio "La copa Medea".
- Titanic (1953): segundo oficial Lightoller (sin acreditar).
- Julius Caesar (1953): Strato.
- The Student Prince (1954): el príncipe Karl.
- Sinuhé, el egipcio (1954): Sinuhe.
- Athena (1954): Adam Calhorn Shaw.
- El Hijo Pródigo (1955): Miqueas.
- The King's Thief (1955): Michael Dermott.
- Strange Intruder (1956): Paul Quentin.
- Un hombre en la red (1957): John Milwood.
- Sword of Freedom (1957-1958, serie de televisión): Marco del Monte.
- Herod the Great (1959): Herodes.
- El diario de Ana Frank (1959): locutor de radio británico (voz, sin acreditar).
- Tales of the Vikings (1959-1960, serie de televisión): Egil/King Lawrence.
- Moment of Danger (1960, también conocido como Málaga ): Peter Carran.
- The Cossacks (1960): Shamil, el jeque.
- Salambo (1960): Narr Havas.
- The Night They Killed Rasputin (1960): Rasputin.
- Fury of the Pagans (1960): Toryok.
- Big Request Concert (1960): Harry Mell.
- The Last of the Vikings (1961): el rey Sveno.
- La Fayette (1961): Silas Deane.
- Queen of the Nile (1961): Tumos.
- White Slave Ship (1961): Dr. Bradley.
- The Last Ride to Santa Cruz (1964): Rex Kelly.
- The Beauty Jungle (1964): Rex Carrick.
- The Comedy Man (1964): Julian Baxter.
- The Yellow Rolls-Royce (1964): John Fane.
- Heroes of Fort Worth (1965): Patterson.
- El hombre que ríe (1966): Cesare.
- Sweden: Heaven and Hell (1968): narrador (versión en inglés).
- Chrysanthemums for a Bunch of Swine (1968).
- Blackie the Pirate (1971): virrey.
- The Fifth Cord (1971): Edouard Vermont.
- Lucifera: Demon Lover (1972): Gunther.
- Il Boss (1973): abogado Rizzo (versión en inglés, voz, sin acreditar).
- The Big Family (1973): Giovanni Lutture.
- High Crime (1973): Franco (versión en inglés, voz, sin acreditar).
- Frankenstein's Castle of Freaks (1974): Prefecto.
- The Perfume of the Lady in Black (1974): Andy (versión en inglés, voz, sin acreditar).
- What Have They Done to Your Daughters? (1974): Prof. Beltrame (versión en inglés, voz, sin acreditar).
- The Suspects (1974): el reportero americano.
- El medallón ensangrentado (1975): doctor.
- Povero Cristo (1976): hombre de frac.
- A Matter of Time (1976): (sin acreditar).
- Mister Scarface (1976): Luigi Cherico.
- The Concorde Affair (1979): Danker.
- Pensieri Morbosi (English title: Deep Thoughts) (1980): el pianista.
- Absurd (1981): padre.
- Mil gritos tiene la noche (1982): el decano.
- Ator, the Fighting Eagle (1982): Griba.
- Amok (1983): Jaarsveld.
- 2019, After the Fall of New York (1983): presidente de la Confederación Panamericana.
- Champagne in paradiso (1983): el padre de Paola.
- Don't Open till Christmas (1984): inspector Ian Harris.
- The Assisi Underground (1985): cardenal Della Costa.
- Fracchia contro Dracula (1985): el conde Drácula.
- Don Bosco (1988): Urbano Rattazzi.
- La grieta (1990): el director ejecutivo Steensland.
- Un orso chiamato Arturo (1992).
- A Ray of Sun (1997): voz de Renzo Rossellini.
- Titanic: The Legend Goes On (2001): voz de Jeremy McFlannel.
- The Knights of the Quest (2001): Hugh de Clarendon.

## Teatro
- El último caso de la señora Cheyney (1950)
- Antonio y Cleopatra (1951)
- César y Cleopatra (1951)